# Robert Cialdini
Pour les articles homonymes, voir Cialdini.
Robert B. Cialdini, né le 27 avril 1945, est un psychologue social américain. Il est surtout connu pour son livre traitant de la persuasion et du marketing : Influence, the Psychology of Persuasion (littéralement : « Influence, la psychologie de la persuasion ») édité en France sous le titre Influence et manipulation.

## Biographie
Il étudie à l'université Columbia et obtient son PhD à l’université de Caroline du Nord. 
En 2006, il est professeur de psychologie à l’université d'État de l'Arizona.
Il est également renommé pour son concept de « porte-au-nez », une expérience sur le phénomène d'amorçage en psychologie sociale.

## Influence et manipulation
Pour écrire Influence et manipulation, Cialdini prétend avoir passé trois ans incognito, se faisant recruter et former par des vendeurs de voitures d'occasion, des organisations caritatives et des sociétés de télémarketing, ce qui lui permit d'observer des situations de persuasion de la vie réelle. Le livre passe également en revue un grand nombre des principales théories et expériences de la psychologie sociale.
Cet ouvrage est articulé autour de six principes fondateurs ou processus RASCLS (Reciprocity, Authority, Scarcity, Commitment & Consistency, Liking, Social Proof)
- Réciprocité : La réciprocité du don est établie comme une norme sociale dans de nombreux pays, Cialdini indique qu'il est possible d'utiliser ce concept pour influencer quelqu'un de son choix. Par exemple, des échantillons gratuits peuvent être employés pour améliorer les résultats de vente, une personne qui accepte un échantillon se sent obligée d'acheter le produit en retour.
- Engagement et cohérence : 
  - L'engagement est utilisé pour ancrer le comportement que l'on souhaite faire intérioriser par quelqu'un. Il est possible qu'après une discussion avec une personne que vous parveniez à la faire changer d'avis. Néanmoins il est beaucoup plus complexe de s'assurer que cette personne appliquera bien ce nouveau comportement. Cialdini indique qu'il est nécessaire que la personne s'approprie le nouveau comportement ou concept qui lui est présenté. Pour figer cette appropriation, la personne peut écrire sur un papier ou s'enregistrer en train d'énoncer les changements souhaités. La solution qui a les meilleurs résultats est celle qui consiste à s'approprier le changement publiquement, en présentant aux autres pourquoi l’on adhère à cette nouveauté.
  - La cohérence est un phénomène qui se traduit par le fait qu’une personne continuera dans une même direction, même si le contexte change. Par exemple, c’est pour cette raison qu’un vendeur de voiture peut augmenter le prix d’une voiture au dernier moment après que le client a décidé qu’il achète cette voiture en particulier. Le client ne changera pas forcément d’avis, car il souhaite rester cohérent avec son choix précédent.
- Preuve sociale : Un individu reproduit le comportement du plus grand nombre, s'appuyant sur l'hypothèse que si beaucoup le font, alors c'est bien. Par exemple, un restaurant achalandé est un bon restaurant. Inversement, un restaurant désert est synonyme d’un restaurant désagréable.
- Autorité : Quelqu’un qui présente des certificats, des diplômes ou toute autre lettre de recommandation a un pouvoir d’influence plus important. Dans l'acceptation d’un concept, l’impact est plus important si la personne qui présente ce concept a un statut attestant de sa qualification ou de sa reconnaissance dans le domaine.
- Rareté : La rareté augmente la demande pour un produit ou un service. Par exemple, une offre « limitée » génère, chez des clients potentiels, une augmentation de la demande, car ils ont l’impression de perdre quelque chose s’ils ne saisissent pas cette occasion. Une optimisation maximale du principe de la rareté consiste à appliquer la rareté à la rareté. Par exemple, un fournisseur indique à un de ses distributeurs que, grâce à une de ses sources exclusive, il a été informé qu’un produit allait se raréfier (l’information de rareté provient d’une source rare).
- Appréciation et amitié : Une personne que l’on apprécie aura un impact sur nous en termes de persuasion proportionnelle à notre appréciation. C’est pour cette raison que le modèle de vente MLM (comme Tupperware) a très bien fonctionné, une personne connue organise une réunion amicale et les participants sont plus enclins à acheter que s'ils font affaire avec un inconnu.

## Œuvres
- (en) Noah J. Goldstein, Steve J. Martin et Robert B. Cialdini, Yes! : 50 Scientifically Proven Ways to Be Persuasive, Simon and Schuster, 2008, 272 p. (ISBN 978-1-4165-7096-7)
- (en) R. B. Cialdini, W. Wosinska, D. W. Barrett, J. Butner et M. Gornik-Durose, « Compliance with a request in two cultures: The differential influence of social proof and commitment/consistency on collectivists and individualists », Personality and Social Psychology Bulletin, vol. 25,‎ 1999, p. 1242–1253
- (en) R. B. Cialdini, B. J. Sagarin et W. E. Rice, « Training in ethical influence », dans J. Darley, D. Messick et T. Tyler, Social influences on ethical behavior in organizations, Mahwah, NJ, Erlbaum, 2001, p. 137–153
- (en) R. B. Cialdini, « The Science of persuasion », Scientific American, vol. 284,‎ 2001, p. 76–81
- (en) R. B. Cialdini, Influence : Science and practice, Boston, Allyn & Bacon, 2001, 4e éd., 260 p. (ISBN 978-0-205-60999-4)
Influence, Albin Michel, 1987, coll. Businessman.  (ISBN 2-226-03152-9)
- (en) R. B. Cialdini, Influence : The Psychology of Persuasion, 1984 (ISBN 0-688-12816-5)

Aussi publié sous le titre (en) Influence: Science and Practice  (ISBN 0-321-01147-3)
- (en) D. T. Kenrick, S. L. Neuberg et R. B. Cialdini, Social Psychology : Unraveling the Mystery, Boston, Allyn & Bacon, 2002, 2e éd.
- (en) R. E. Guadagno et R. B. Cialdini, « On-line persuasion: An examination of differences in computer-mediated interpersonal influence », Group Dynamics: Theory, Research and Practice, vol. 6,‎ 2002, p. 38–51
- (en) B. J. GSagarin, R. B. Cialdini, W. E. Rice et S. B. Serna, « Dispelling the illusion of invulnerability: The motivations and mechanisms of resistance to persuasion », Journal of Personality and Social Psychology, vol. 83,‎ 2002, p. 526–541
- Robert Cialdini, Pré-suasion, le pouvoir de l'influence commence avant qu'on ait prononcé le premier mot, First Editions, 2017  (ISBN 9782 754083195)[1]

## Distinctions
- Doctorat honoris causa de l'université de Bâle en 2007[2]